# Cerkiew Narodzenia Najświętszej Marii Panny w Liskowatem
Cerkiew Narodzenia Najświętszej Marii Pannyw Liskowatem – drewniana greckokatolicka cerkiew, wzniesiona we wsi Liskowate w miejscu wcześniejszej cerkwi, wzmiankowanej już w 1564 roku. Zabytek Szlaku Architektury Drewnianej.

## Historia
Cerkiew najprawdopodobniej wybudowana została w 1832 roku przez Wasyla Tomczaka z Liskowatego i Iwana Raka z Łopuszanki. O tym roku budowy świątyni świadczyć ma napis na nadprożu południowych odrzwi zawierający tę właśnie datę. Są jednak także i głosy, że obiekt jest dużo starszy, ponieważ jego konstrukcja charakterystyczna jest dla cerkwi budowanych w XVII wieku. W 1929 roku cerkiew przeszła remont, któremu towarzyszyły pewne zmiany w konstrukcji obiektu. 
Po powrocie wsi do Polski w 1951 roku cerkiew stała opuszczona. W latach 1953–1954 greccy emigranci zamienili świątynię w magazyn nawozów sztucznych, przedzielając jej wnętrze stropem. W latach 1960 lub 1965) przeprowadzono remont cerkwi, który jednak nie został ukończony z powodu braku pełnej dokumentacji historycznej. Nie zostały odtworzone galeria i ażurowy dach otaczające niegdyś kaplicę nad babińcem oraz strop tejże kaplicy. Nawozy sztuczne przechowywano tu jeszcze do 1973 roku. 
Rok później cerkiew została przekazana kościołowi rzymskokatolickiemu i służyła jako kościół filialny parafii Krościenko. Po wybudowaniu nowego kościoła filialnego od 1996 roku cerkiew nie jest użytkowana i niszczeje.

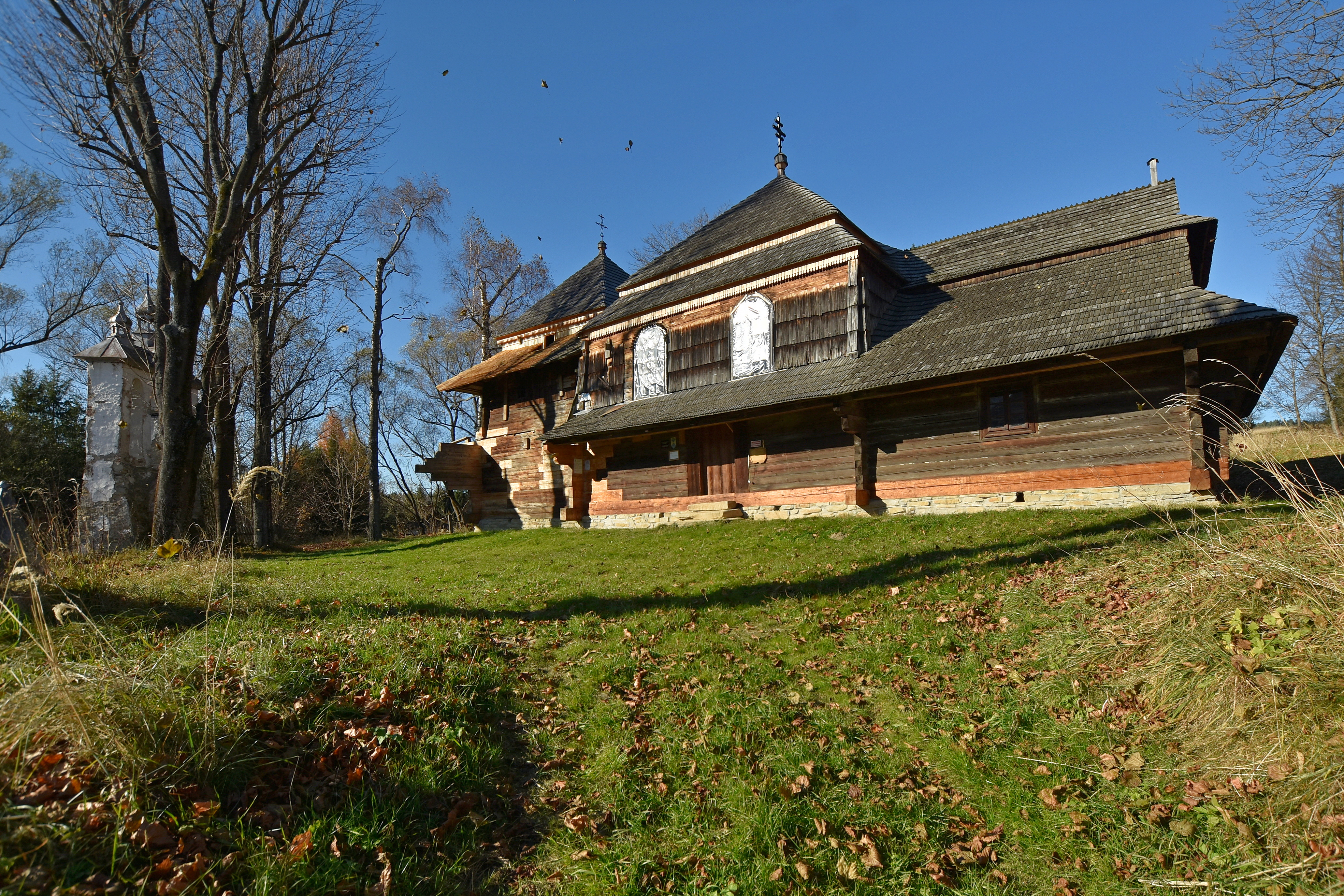
Elewacja boczna
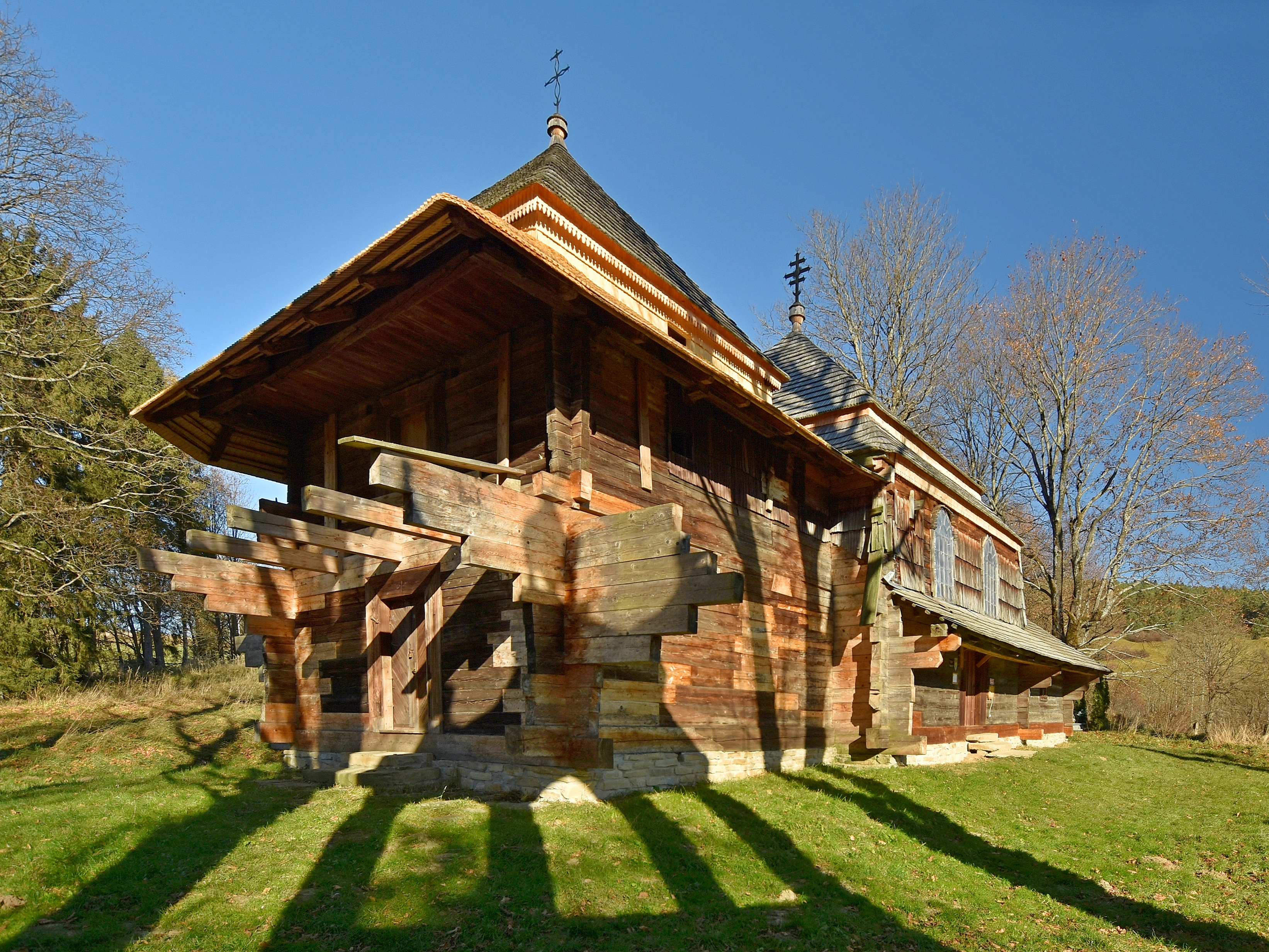
Elewacja frontowa
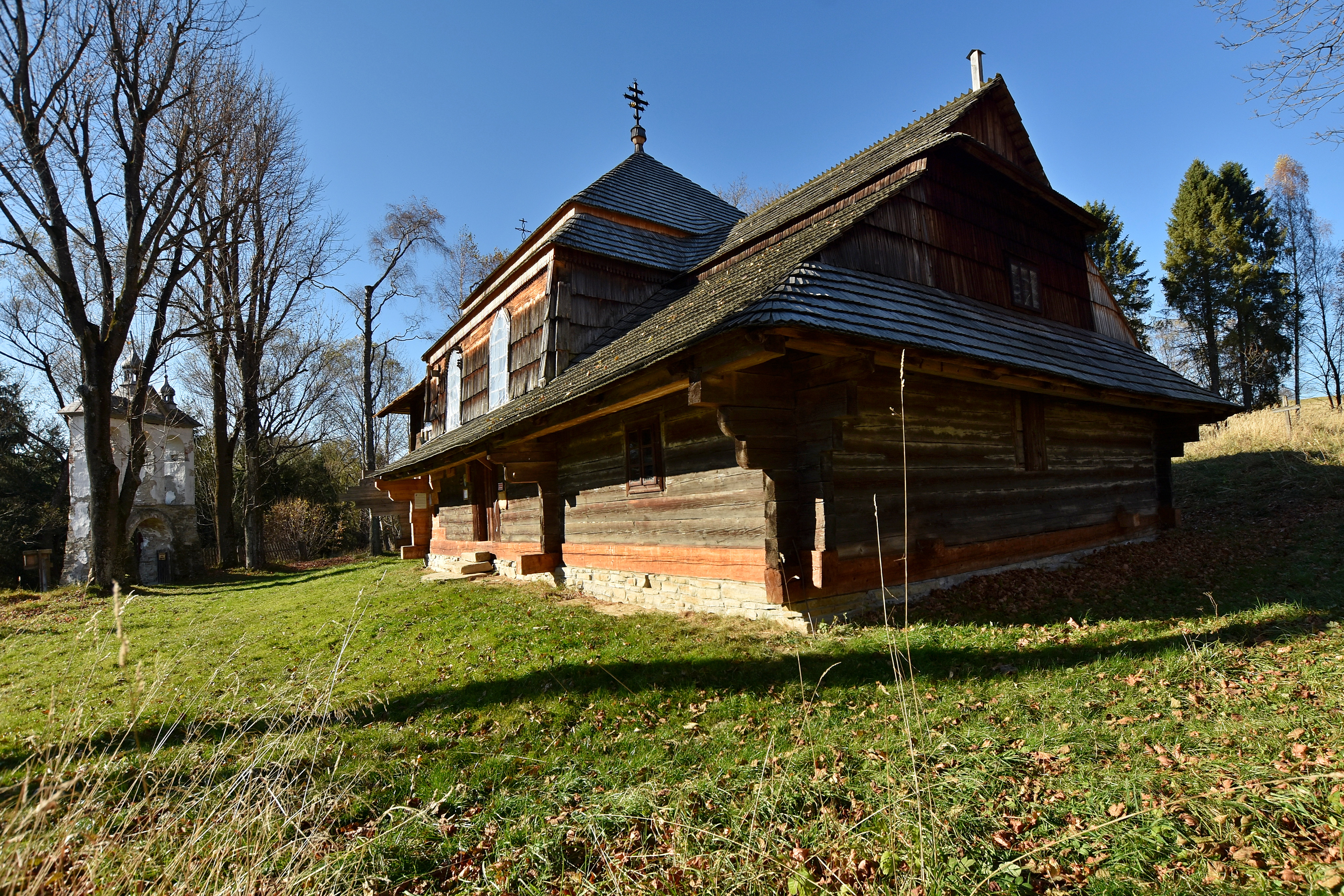
Widok od strony prezbiterium

## Architektura i wyposażenie
Cerkiew w Liskowatem jest jedną z zaledwie trzech ocalałych cerkwi typu bojkowskiego w Polsce. Jest świątynią orientowaną, trójdzielną o konstrukcji zrębowej. Przy prezbiterium wybudowane dwie prostokątne zakrystie. Nawa jest szersza niż pozostałe części. Nad babińcem znajdowała się odrębna kaplica pw. św. Dymitra, co stanowiło niebywale rzadkie rozwiązanie i świadczy o unikatowym charakterze cerkwi. Wokół kaplicy znajdowała się galeryjka, z której do dziś pozostało jedynie kilka wystających z bryły budowli belek. Dachy są pokryte gontem. Nad babińcem i nawą okapowe, nad prezbiterium dwuspadowy. Poniżej wokół cerkwi przebiega mocno zniszczony, wsparty na belkach zrębu, daszek okapowy.
W świątyni nie zachowały się elementy pierwotnego wyposażenia. Dział Sztuki Cerkiewnej Muzeum Zamku w Łańcucie posiada jedynie XVII-wieczne ikony pochodzące z poprzedniej cerkwi.

## Wokół cerkwi
Wejście na teren cerkwi prowadzi przez XIX-wieczną murowaną, parawanową dzwonnicę – bramę. Powyżej cerkwi mieści się cmentarz z kilkoma zachowanymi nagrobkami. Do 1951 otoczony był niskim murkiem.